# كرد علي (هير أردبيل)
کرد علي (بالفارسية: کردعلی) هي قرية تقع في إيران في أردبيل. يقدر عدد سكانها بـ 216 نسمة بحسب إحصاء 2016.